# Iglesia de San Juan Bautista (San Juan de Aznalfarache)
La iglesia de San Juan Bautista se encuentra en el Barrio Bajo de San Juan de Aznalfarache. Se inaugura en 1929 con arquitectura historicista. La primera piedra se colocó el 23 de junio de 1928 por Eustaquio Ilundain y Esteban y se inauguró el 24 de junio de 1929.
Se articula en una nave dividida en 5 tramos con cabecera semicircular y dos capillas como crucero. A la derecha del cuerpo de la Iglesia se encuentra un campanario decorado con ladrillo visto y con orientaciones neomudéjares.
En el retablo mayor se encuentra una estatua de San Juan Bautista de principios del siglo XVII, que lleva un estandarte con decoración floral de principios del siglo XVIII. La iglesia cuenta con una pintura de principios del siglo XVII de Santa Ana instruyendo a la Virgen.
En los lados de la entrada encontramos dos figuras; a la derecha una Virgen del Rosario y a la izquierda una María Auxiliadora. En el muro derecho hay una escultura de un Ecce Homo del siglo XVIII.

## Galería de imágenes

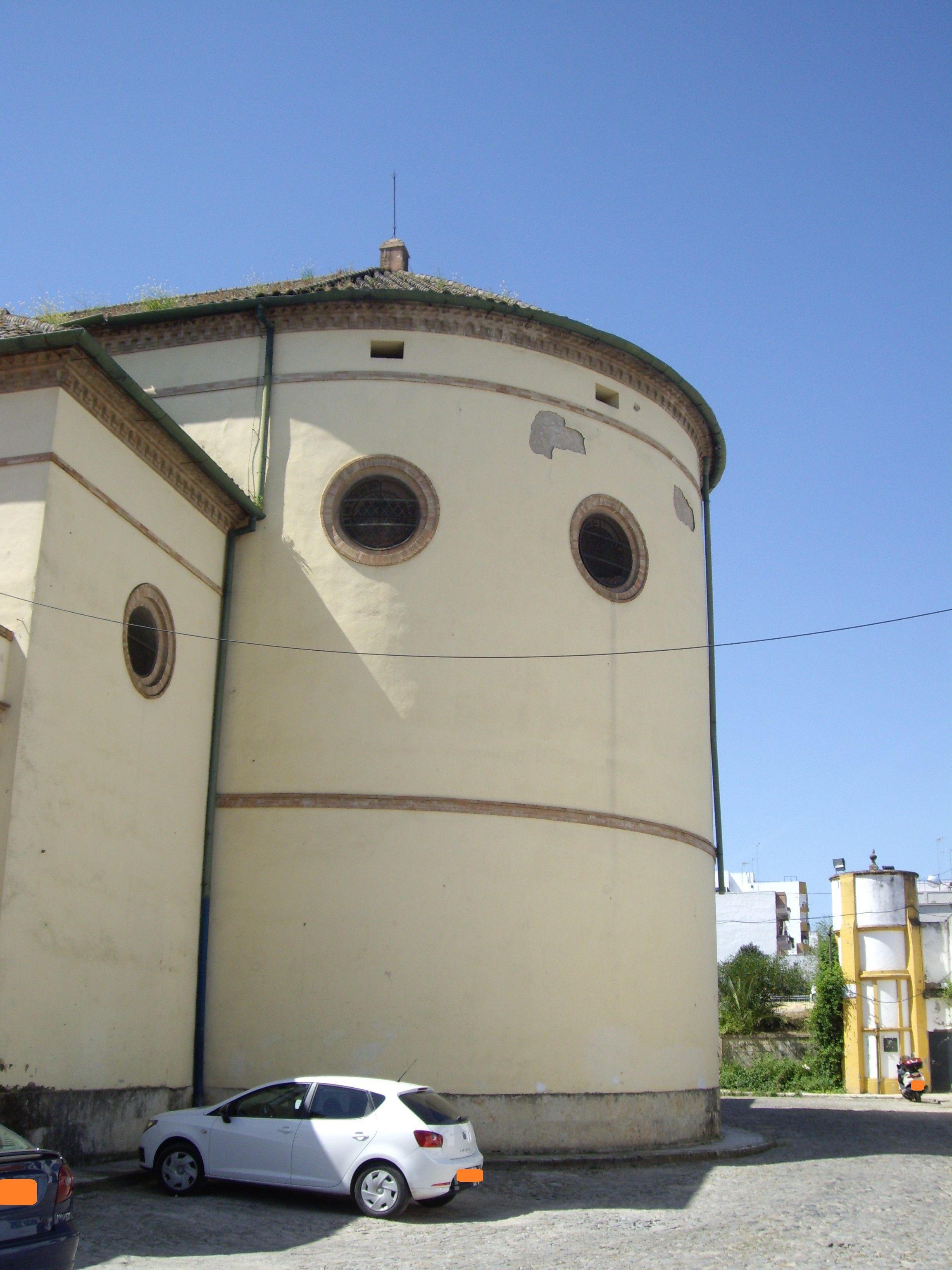
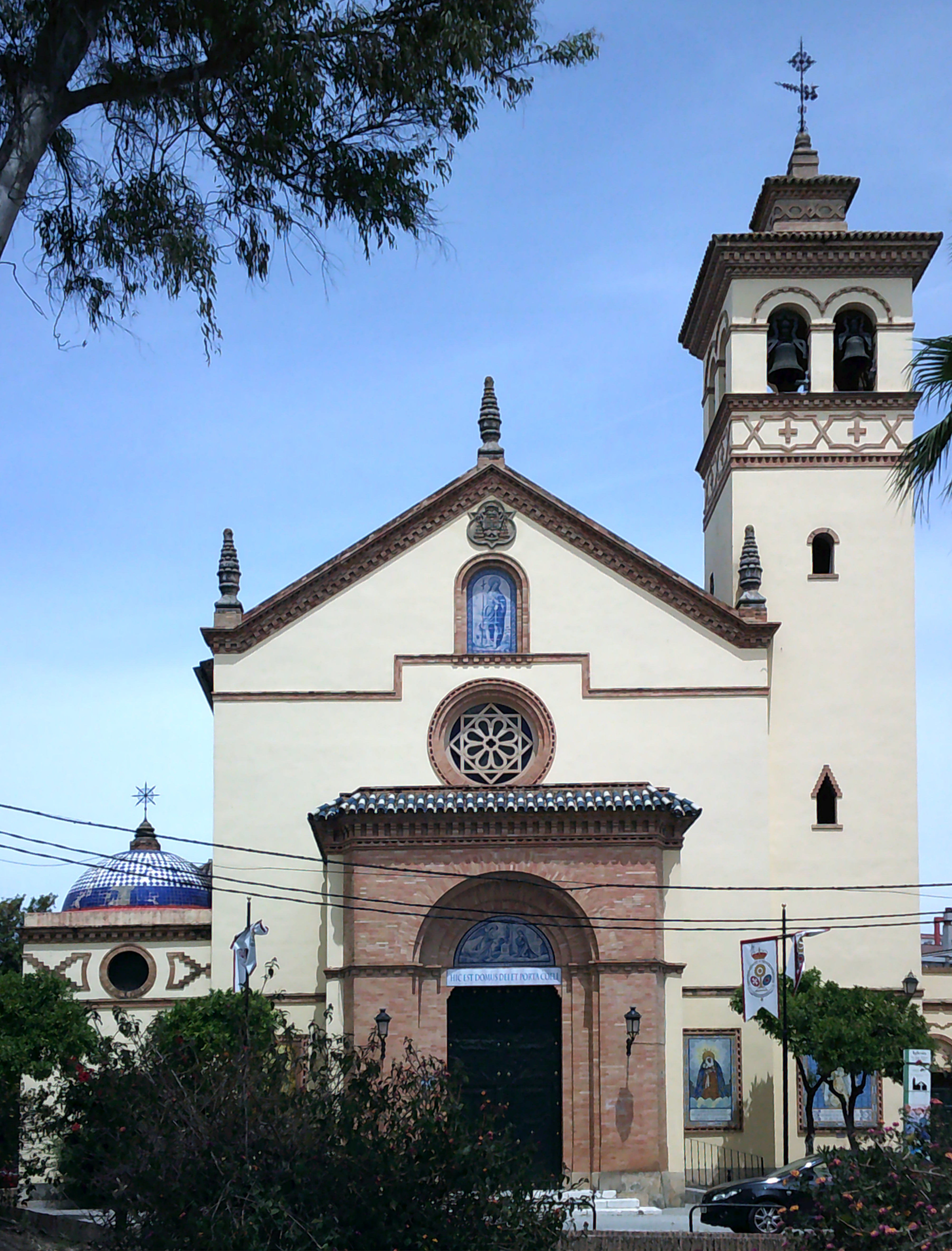
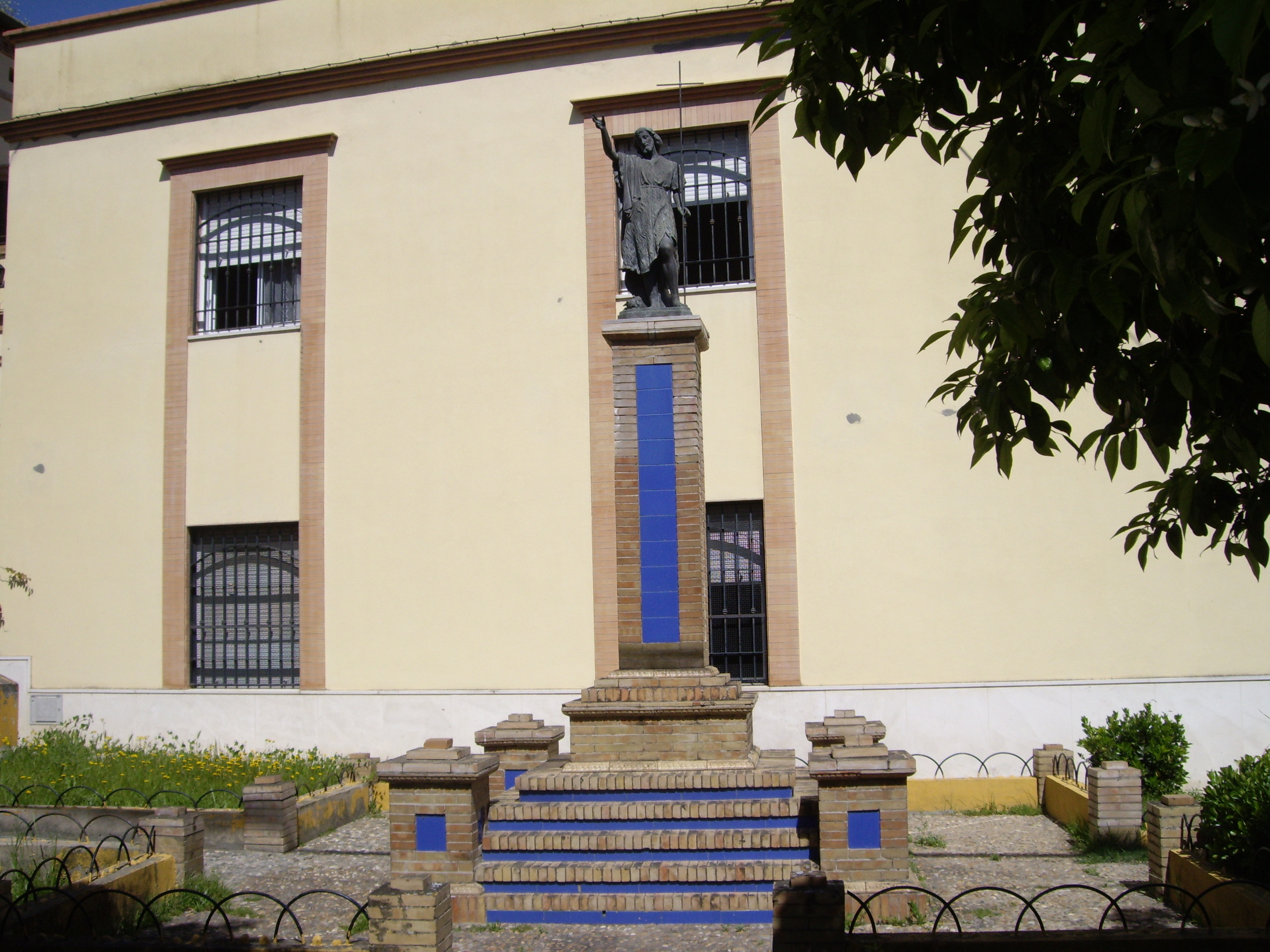